# Sindicola squamella
Sindicola squamella är en fjärilsart som beskrevs av Hans Georg Amsel 1968. Sindicola squamella ingår i släktet Sindicola och familjen fransmalar. Inga underarter finns listade i Catalogue of Life.